# Дворац Константина Порфирогенита Палеолога
Дворац Константина Порфирогенита (Палеолога) или Дворац Порфирогенита (тур. Tekfur Sarayı) је један од царских двораца последњих византијских царева и једини данас преостали део некадашњег комплекса царског дворца Влахерна. После пада Цариграда у турске руке, коришћен је као стаја за камиле, бордел и керамичка радионица, да би у XVII веку био у потпуности напуштен и препуштен зубу времена. Данас је затворен за јавност, осим за групе са посебном дозволом, иако се локалитет налази у склопу простора који је проглашен за УНЕСКОву светску баштину. Током лета 2006. године отпочели су радови на његовој санацији.

## Положај и настанак
Дворац се налази у склопу копнених бедема Цариграда и то на месту на коме се спајају Влахернски бедем и двоструки бедеми Теодосија II. Сам дворац са двориштем је уклијештен између последњих редова унутрашњег и спољашњег бедеме Теодосијевих бедема, тако да они фактички сачињавају његове бочне стране, уз саму Циркуску капију(Керкопорта).
Данашња грађевина је подигнута крајем XII или почетком XIII века, као засебан дворац у склопу дворца Влахерна који је још доба Комнина постао главно седиште царева уместо огромног комплекса Великог двора. Међутим има индиција да је на том месту и раније постојала грађевина сличне намене. 
Након ослобођења Цариграда 1261. године дворац је добио име по сину цара Михаила VIII Палеолога Константину који се родио исте године у ослобођеном Цариграду. Он је као и остала деца која се роде од царских родитеља добио атрибут Порфирогенит.

## Назив
Најчешће коришћени називи Дворац Константина Порфирогенита односно Дворац Порфирогенита изазива погрешну асоцијацију на византијског цара и историчара Константина VII Порфирогенита и уноси велику забуну у причу око самог дворца јер га датира у 10. век.
Турски назив Текфур Сарај у буквалном преводу значи Царев дворац.

## Изглед дворца
Дворац је чувен по својим зидовима који су изведени као орнаментна декорација од црвене цигле и белог мермера чији је репрезентативни изглед одолео зубу времена и дан данас се може видети, а сматра се једним од бисера византијске архитектуре у Цариграду.

### Улази у дворски комплекс
Дворац чини троспратна(два спрата и приземље) грађевина са дугачким правоугаоним двориштем које је водило ка остатку комплекса Влахернског дворца. У комплекс се улази кроз лучну капију у унутрашњем бедему Теодосијевих бедема, која повезује двориште са самим градом, док је други прилаз од Влахерне. У саму зграду се узлази кроз приземље, мада са спратова воде врата на некадашњи спољни(са првог) односно унутрашњи(са другог) бедем Теодосијевих бедема.

### Приземље
Приступ приземљу је могућ кроз 4(два и два лука су повезана дорским стубом, док су међусобно раздвојена зиданим стубом) велика лука која воде у његову унутрашњост и у њему се налази велики салон, дугачак 17m.

### Први спрат
Први спрат чини 4 велика лучна прозора у средини и два са стране. Прозори у средини се надовезују на лукове из приземља и са њима формирају две засебне визуелне целине. Десни лучни прозор заправо представља врата која воде на некадашњи спољашњи бедем Теодосијевих бедема чији се ниво стазе поклапа са нивоом првог спрата. Леви лук је нешто мањи и повезан је са унутрашњим бедемом Теодосијевих бедема. Поред тога на зиду који гледа ван града постоје четири мала лучна прозора. На првом спрату се налази велика соба у којој цар примао посетиоце.

### Други спрат
Други спрат дворца, за разлику од осталих, има прозоре на све четири стране, пошто надвишава све нивое Теодосијевих бедема. На унутрашњој страни има 6 лучних прозора и 1 лучних врата која се налазе на левом крају и воде на стазу унутрашњег бедема Теодосијевих бедема, пошто је она на истом нивоу као и други спрат. Лучни прозори чине две целине од три прозора са два већа прозора са спољне и једним мањим прозором унутар њих. Са бочних страна се налазе 2 велика(на спољној) и систем од 3(два велика и мањи међу њима) лучна прозора(на унутрашњој). На крајевима задњег зида налазе се врата која воде на терасу односно унутрашњи бедем Теодосијевих бедема. Између њих се, гледано од терасе, налазе велики лучни прозор, засвођена терасица-апсида, мали прозор и два велика прозора (различитих димензија). Димензије другог спрата су 23m x 10m x 6.5m.

### Кров
Дворац Порфирогенита се завршава ниским кровом на две воде.

## Дворац Порфирогенита данас
Од дворца Порфирогенита данас су остали само голи зидови. Унутрашње спратове који су били од дрвета и кров појело је време, али су споља и изнутра декорисани зидови опстали. Од терасе на другом спрату је опстала само основа, док је горњи део некадашње капелице (апсида) порушен.
Дворац се налази у зони копнених бедема Цариграда који се налазе на УНЕСКОвој листи светске баштине у склопу заштићених историјских целина у Цариграду. Приступ туристима у његову унутрашњости онемогућен пошто се на улазној капији налазе замандаљене металне решетке које се отварају само у посебним случајевима. У сам комплекс је могуће ући провлачењем кроз рупе на бедемима, али то није препоручљиво због могућности да су локални бескућници сквотирали и овај царски дворац попут Букелеона, Мангане или Мраморне куле.
Током августа 2006. године на дворцу су инсталиране скеле тако да му предстоје конзерваторски и рестаураторски радови.